# Elżbieta Krystyna z Brunszwiku-Wolfenbüttel-Bevern
Elżbieta Krystyna z Brunszwiku-Wolfenbüttel-Bevern (ur. 8 listopada 1715 w Wolfenbüttel, zm. 13 stycznia 1797 w Berlinie) – królowa Prus.
Jej rodzicami byli Ferdynand Albrecht II z Brunszwiku-Lüneburga, książę Brunszwiku-Lüneburga oraz jego żona – Antonina Amalia z Brunszwiku-Lüneburga. Elżbieta Krystyna wyszła za mąż za Fryderyka II, króla Prus. Uroczystość odbyła się 12 czerwca 1733 roku. Para książęca mieszkała później razem w Neuruppin oraz w zamku, w Rheinsbergu. 
W 1740 roku odbyła się koronacja Fryderyka II i Elżbiety Krystyny. Elżbieta zamieszkała razem z mężem w pałacu Schönhausen w podberlińskim Niederschönhausen. Małżeństwo, będące wynikiem proaustriackiej polityki Fryderyka Wilhelma, było z punktu widzenia Elżbiety nieudane, a Fryderyk uważał je po prostu za niecelowe. Elżbieta Krystyna, choć piękna, nie odznaczała się poczuciem humoru ani wykształceniem, była naiwna, a jej religijność nie szła w parze z oświeceniowymi upodobaniami Fryderyka czy Wilhelminy. Była ona zupełnym przeciwieństwem swojego męża, który doceniał jednak jej starania o przypodobanie się mu, dobre serce i pogodę ducha. Całkowitej niechęci do niej nabrał dopiero w późniejszych latach. Według wielu historyków małżeństwo nie było nigdy skonsumowane, jako że najprawdopodobniej Fryderyk przebył w młodości poważną chorobę weneryczną, zakończoną operacją, uniemożliwiającą mu współżycie, bądź, według innych źródeł, przejawiał skłonności homoseksualne. Fakt ten jednak nie znajduje potwierdzenia w źródłach.